# Friedrich Holdermann

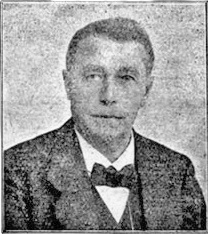
Brustbild von Friedrich Holdermann 1919

Friedrich Holdermann (* 31. Juli 1866 in Lörrach; † 20. September 1959 ebenda) war ein deutscher evangelischer Kirchenrat und Heimatforscher.

## Leben

### Ausbildung und Kirchenrat
Holdermann war ein Sohn des Lörracher Kaufmanns Friedrich Holdermann und dessen Ehefrau Magdalena, geborene Reichert.
Nach dem Studium in Freiburg, Basel, Jena und Heidelberg wurde er 1888 Pfarrkandidat in Wolfenweiler. Badenweiler, Hausen im Wiesental und Nimburg waren weitere Stationen seiner Pfarrerlaufbahn, ehe er 1900 Pfarrer in Lörrach wurde. Von 1899 bis 1932 war Holdermann Mitglied der evangelischen General-Synode/Landessynode. Von 1906 bis 1933 war er Dekan des evangelischen Kirchenbezirks Lörrach und von 1919 bis 1927 Mitglied der Leitung der evangelischen Landeskirche in Baden. 1925 wurde er zum Geheimen Kirchenrat ernannt.
Im Zusammenhang mit der 500-Jahr-Feier seiner Röttler Kirche wurde die Kirche renoviert. Von 1901 bis 1903 wurden umfangreiche Erneuerungs- und Erweiterungsarbeiten durchgeführt. Anlässlich der Einweihung der renovierten und erweiterten Kirche in Rötteln stattete ihr Großherzog Friedrich I. von Baden im Oktober 1903 einen Besuch ab.
Holdermann stellte Studien zur Geschichte der Kirche, der benachbarten Burg Rötteln und deren Herrengeschlechter an. Daraus entstand sein Buch Aus der Geschichte von Rötteln, das ebenfalls 1903 erschien.

### Der Politiker
Holdermann kandidierte auf der Liste der DDP für die Wahl zur verfassunggebenden badischen Nationalversammlung am 5. Januar 1919 im Wahlkreis II (Kreise Freiburg, Lörrach, Offenburg) der insgesamt 28 Abgeordnete stellte. Holdermann kam als 5. der 6 DDP-Abgeordneten aus dem II. Wahlkreis in die Versammlung. In der Sitzung vom 15. Januar 1919 wurde er in die Verfassungskommission gewählt. Überdies wirkte er als Schriftführer im Schulausschuss. Da die verfassungsgebende badischen Nationalversammlung in einer Volksabstimmung vom 13. April 1919 auch zum Landtag bis zum 15. Oktober 1921 bestimmt wurde, übte Holdermann sein Abgeordneten-Mandat auch bis dahin aus.

## Werke
- Aus der Geschichte von Rötteln. Zur Erinnerung an die Jubelfeier des fünfhundertjährigen Bestehens und der Neuerstellung der Kirche, Verlag C.R. Gutsch, Lörrach 1903

## Ehrungen
Die theologische Fakultät der Ruprecht-Karls-Universität Heidelberg verlieh ihm 1917 die Ehren-Doktorwürde. In Lörrach wurde ein zum Weiler Rötteln führender Weg nach ihm  benannt.